# Heinrich Missalla
Heinrich Missalla (* 26. Juni 1926 in Wanne-Eickel; † 3. Oktober 2018) war ein deutscher römisch-katholischer Theologe.

## Leben
Heinrich Missalla wurde als Gymnasiast durch die Katholische Jungschar geprägt. 1943 wurde er Luftwaffenhelfer bei der Leichten Flak-Abteilung 839 in Bochum. 1944 wurde er als Soldat zur Wehrmacht eingezogen, 1945 geriet er in Kriegsgefangenschaft. Im „Stacheldrahtseminar von Chartres“ entschloss er sich, Priester zu werden. Im Juni 1946 wurde er aus der Gefangenschaft entlassen. Er studierte von 1947 bis 1953 und von 1964 bis 1968 Philosophie, Katholische Theologie sowie Pädagogik an der Theologischen Fakultät Paderborn, an der Westfälischen Wilhelms-Universität Münster und an der Ludwig-Maximilians-Universität München. Nach seiner Priesterweihe 1953 in Paderborn war er bis 1959 als Seelsorger in verschiedenen Pfarrgemeinden tätig und von 1958 bis 1968 als Lehrer an einer Berufsschule und Fachleiter am Staatlichen Studienseminar in Gelsenkirchen. Die Promotion zum Dr. theol. erfolgte 1969 in Münster mit einer Dissertation über das Weltverständnis im Religionsunterricht an Berufsschulen. Nach einer Dozentur an der Pädagogischen Hochschule Koblenz wirkte er von 1971 bis 1991 als Professor für Katholische Theologie an der Universität Essen.
1996 heiratete er die Kirchenhistorikerin Magdalene Bußmann, worauf ihm die kirchliche Lehrerlaubnis entzogen wurde.
Sein besonderes Interesse galt dem Verhalten der katholischen Kirche im Ersten Weltkrieg, in den dreißiger Jahren, im Zweiten Weltkrieg und den Jahren danach.
Heinrich Missalla gehörte dem Bensberger Kreis an. Seit 1955 war er Mitglied von Pax Christi und später langjähriges Mitglied in dessen Präsidium sowie von 1987 bis 1996 Geistlicher Beirat der Bewegung. Er war Mitherausgeber der Zeitschrift Publik-Forum und Mitbegründer der Initiative Kirche von unten. Kurz vor seinem Tod gab er den Anstoß zu der Erklärung Deutsche Bischöfe im Weltkrieg, die die Deutsche Bischofskonferenz am 29. April 2020 aus Anlass des bevorstehenden 75. Jahrestags des Kriegsendes veröffentlichte; Missala hatte in einem Schreiben an die Bischofskonferenz vom 3. Oktober 2018 anlässlich des 80. Jahrestages des Kriegsausbruchs „ein offenes und ehrliches Bekenntnis zum problematischen Verhalten der damaligen Bischöfe zu Hitlers Krieg“ verlangt.

## Schriften (Auswahl)
- „Gott mit uns“. Die deutsche katholische Kriegspredigt 1914–1918. Kösel, München 1968 (digitale Neuauflage, 2014).
- Weltbezogener Glaube. Patmos-Verlag, Düsseldorf 1969.
- Für Volk und Vaterland. Die „Kirchliche Kriegshilfe“ im Zweiten Weltkrieg. Athenäum-Verlag, Königstein 1978, ISBN 3-7610-8024-7.
- Wie der Krieg zur Schule Gottes wurde. Hitlers Feldbischof Rarkowski. Eine notwendige Erinnerung. Publik-Forum-Verlagsgesellschaft, Oberursel 1997, ISBN 3-88095-086-5.
- Für Gott, Führer und Vaterland. Die Verstrickung der katholischen Seelsorge in Hitlers Krieg. Kösel, München 1999, ISBN 3-466-36517-1.
- „Nichts muss so bleiben, wie es ist.“ Mein katholisches Leben im 20. Jahrhundert. Publik-Forum-Verlagsgesellschaft, Oberursel 2009, ISBN 978-3-88095-187-7 (Autobiographie).
- Erinnern um der Zukunft willen – Wie die katholischen Bischöfe Hitlers Krieg unterstützt haben. Publik-Forum-Verlagsgesellschaft, Oberursel 2015, ISBN 978-3-88095-280-5.